# Euceryna
Euceryna (łac. Eucerinum, euceryna bezwodna – Eucerinum anhydricum, euceryna apteczna, maść eucerynowa – Unguentum Eucerini) – preparat galenowy do użytku zewnętrznego, sporządzany według przepisu farmakopealnego. W Polsce pierwsza monografia szczegółowa tej maści pojawiła się w  Farmakopei Polskiej suplemecie FP IX (2013). Obecnie (2024) znajduje się w  Farmakopei Polskiej XIII. Klasyfikowana jest jako bezwodne, farmaceutyczne podłoże maściowe o właściwościach absorpcyjnych i lipofilowych. Liczba wodna euceryny jest wysoka; dla farmakopealnych preparatów nie może być mniejsza niż 300. Stosowana w przemyśle farmaceutycznym, kosmetycznym oraz w recepturze aptecznej jako podstawa maści bezwodnych, maści emulsyjnych oraz kremów. Może być użyta także samodzielnie per se, jako natłuszczająca maść obojętna o działaniu ochronnym.
Farmakopea Polska XIII umieściła dwie monografie podłoża, które określone zostały jako:
- Maść eucerynowa I (syn. maść z alkoholami lanoliny)
Alcohol cetylicus et stearylicus 0,5 cz.   (alkohol cetostearylowy)
Alcoholes adipis lanae 6,0 cz.   (alkohole lanolinowe)
Vaselinum album 93,5 cz.   (wazelina biała)

W składzie tym część wazeliny białej (do 12%) może być zastąpiona dodatkiem oleju parafinowego
- Maść eucerynowa II (syn. maść cholesterolowo-cetylowa).
Alcohol cetylicus    3,0 cz.  (alkohol cetylowy)
Cholesterolum        2 cz.   (cholesterol)
Vaselinum album    95 cz.   (wazelina biała)

Pierwszy skład (maść z alkoholami lanoliny) odpowiada aktualnemu składowi surowca stosowanego w Niemczech Wollwachsalkoholsalbe  Unguentum Alcoholum Lanae według narodowej, niemieckiej farmakopei (DAB 2017).
Drugi skład (maść cholesterolowo-cetylowa) jest tzw. polską euceryną, od wielu lat tradycyjnie używaną w zakresie krajowej preparatyki farmaceutycznej.
Mimo pojawienia się dwóch standaryzowanych przepisów na eucerynę (począwszy od wydania FP IX), w Polsce nadal są dopuszczone i wprowadzane do obrotu aptecznego jako surowce farmaceutyczne podłoża o nazwie "Euceryna" z niefarmakopealnym składem, według własnych norm jakościowych wytwórców, np. Euceryna bezwodna "S" zawierająca alkohole lanolinowe (8 cz.) olej parafinowy (35 cz.), olej wazelinowy (35 cz.), parafinę stałą "twardą" (10 cz.) i parafinę stałą "miękką" (12 cz.). W zależności od zarejestrowanego przez wytwórców składu zamiast części wazeliny wprowadzono np. lanolinę.

Jeżeli euceryna jest składnikiem leku recepturowego, farmaceuta ma obowiązek użycia jednego z tych podłoży. Niewłaściwe jest użycie w takim przypadku podłoża, które nie zostało oznaczone przez producenta jako zgodne z Farmakopeą Polską. Około połowa obecnych aktualnie na rynku podłoży o nazwie „euceryna” nie odpowiada maści eucerynowej I lub maści eucerynowej II, lecz takie podłoża można użyć tylko wtedy, gdy lekarz wyraźnie zaznaczy, że podłożem ma być „euceryna” wskazanego producenta.

{{Cytat}} Linki zewnętrzne: "źródło".

## Historia
Nazwa surowca zaczerpnięta jest z greckich słów: eú - dobrze + kérinos – woskowy; wywodzi się od odkrycia pierwszego zastosowanego do produkcji kremów (uwodnionych maści) emulgatora: mieszaniny alkoholi lanolinowych (tzw. eucerytu, zwanego także lanocerytem). Połączenie wazeliny białej z zespołem alkoholi lanolinowych wyizolowanych z lanoliny dało podstawę w 1911 roku do wytworzenia pierwszych trwałych maści uwodnionych, czyli kremów przy wspólnych wysiłkach aptekarza polskiego pochodzenia dr. Oscara Troplowitza oraz dermatologa prof. Paula Gersona Unny przy współpracy dr. Isaaca Lifschutza. Z frakcji alkoholowej uzyskanej z ekstrakcji lanoliny otrzymano pierwsze trwałe emulsje – połączenie fazy olejowej i wodnej (w/o oraz o/w). Odkrycie właściwości emulgujących alkoholi lanolinowych w połączeniu z lipofilowymi podłożami bezwodnymi dało podstawy do szerokiego wykorzystania nowego podłoża absorpcyjnego bezwodnego, natomiast po wyemulgowaniu fazy wodnej absorpcyjnego podłoża uwodnionego w przemyśle kosmetycznym i farmaceutycznym.
Euceryna jako podłoże do sporządzania maści, stosowane w aptekach i zakładach farmaceutycznych jest znana w Polsce od kilkudziesięciu lat. Do 2017 r. skład jakościowy był określany według tradycyjnych receptur aptecznych (stanowiła preparat galenowy "oficynalny"). Euceryna produkowana była w Polsce przez zakłady Pollena Lechia Poznań, a następnie przez różne inne prywatne wytwórnie farmaceutyczne, m.in. w 1986 r. produkcję rozpoczęła  krakowska Wytwórnia Euceryny Coel). Zawierała najczęściej wazelinę białą (95%), alkohol cetylowy (3%) i cholesterol (2%). Ówczesne wojewódzkie laboratoria galenowe niekiedy odstępowały od tego składu, stosując tańszy: 95% – zmodyfikowana maść parafinowa (30% cerezyny + 70% parafiny ciekłej), alkohol cetylowy (3%) i cholesterol (2%). Przez pewien czas  Pollena Lechia wytwarzała odmianę euceryny do sporządzania sterylnych maści ocznych, Eucerinum pro usu ophtalmico zawierająca wazelinę białą, cerezynę, ROM-2 i olej parafinowy.